# Bogdanovitch
Cet article possède un paronyme, voir Bogdanović.
Bogdanovitch (en russe : Богданович) est une ville de l'oblast de Sverdlovsk, en Russie, et le centre administratif du raïon de Bogdanovitch. Sa population s'élevait à 29 895 habitants en 2023.

## Géographie
Bogdanovitch est arrosée par la rivière Kounara (ru), un affluent de la rive droite de la Pychma, et se trouve à 99 km à l'est de Iekaterinbourg.

## Histoire
Bogdanovitch a été fondée en 1883. Une gare ferroviaire fut ouverte en 1885. Elle reçut le nom du général Evgueni Bogdanovitch en l'honneur de l'obstination de ce dernier dans la gestation de l'idée du futur Transsibérien.
Elle accéda au statut de commune urbaine en 1935, puis à celui de ville en 1947.

## Population
Recensements (*) ou estimations de la population.
| 1939* | 1959*  | 1970*  | 1979*  | 1989*  |
| ----- | ------ | ------ | ------ | ------ |
| 8 129 | 19 147 | 23 648 | 30 849 | 35 983 |

| 2002*  | 2006   | 2010*  | 2012   | 2013   |
| ------ | ------ | ------ | ------ | ------ |
| 32 856 | 32 072 | 30 670 | 30 121 | 29 903 |